# Billingshurst
Billingshurst est un village et une paroisse civile du Sussex de l'Ouest, en Angleterre. Il est situé dans le district de Horsham, à 13 km au sud-ouest de la ville de Horsham. Au moment du recensement de 2011, il comptait 8 232 habitants.